# Agrosoma bispinella
Agrosoma bispinella är en insektsart som beskrevs av Medler 1960. Agrosoma bispinella ingår i släktet Agrosoma och familjen dvärgstritar. Inga underarter finns listade i Catalogue of Life.